# Catedral basílica de Nuestra Señora de la Anunciación (Moulins)
La basílica catedral de Nuestra Señora de la Anunciación o simplemente catedral de Moulins (en francés: Basilique-Cathédrale Notre-Dame de l’Annonciation) es una catedral católica, y monumento nacional de Francia, situado en la ciudad de Moulins, Allier. Es la sede del obispo de Moulins. Fue erigida en basílica menor en 1949.
La catedral está integrada por dos fases de construcción distintas edificadas con cuatro siglos de diferencia. La colegiata fue construida en el estilo gótico flamígero a finales del siglo XV. Se convirtió en catedral en 1822. A esto se añadió una nave neogótica, diseñada por los arquitectos Lassus y Millet, a finales del siglo XIX.
Sus tesoros incluyen el famoso tríptico del Maître de Moulins, encargado por el duque de Borbón alrededor de 1500.

## Véase también

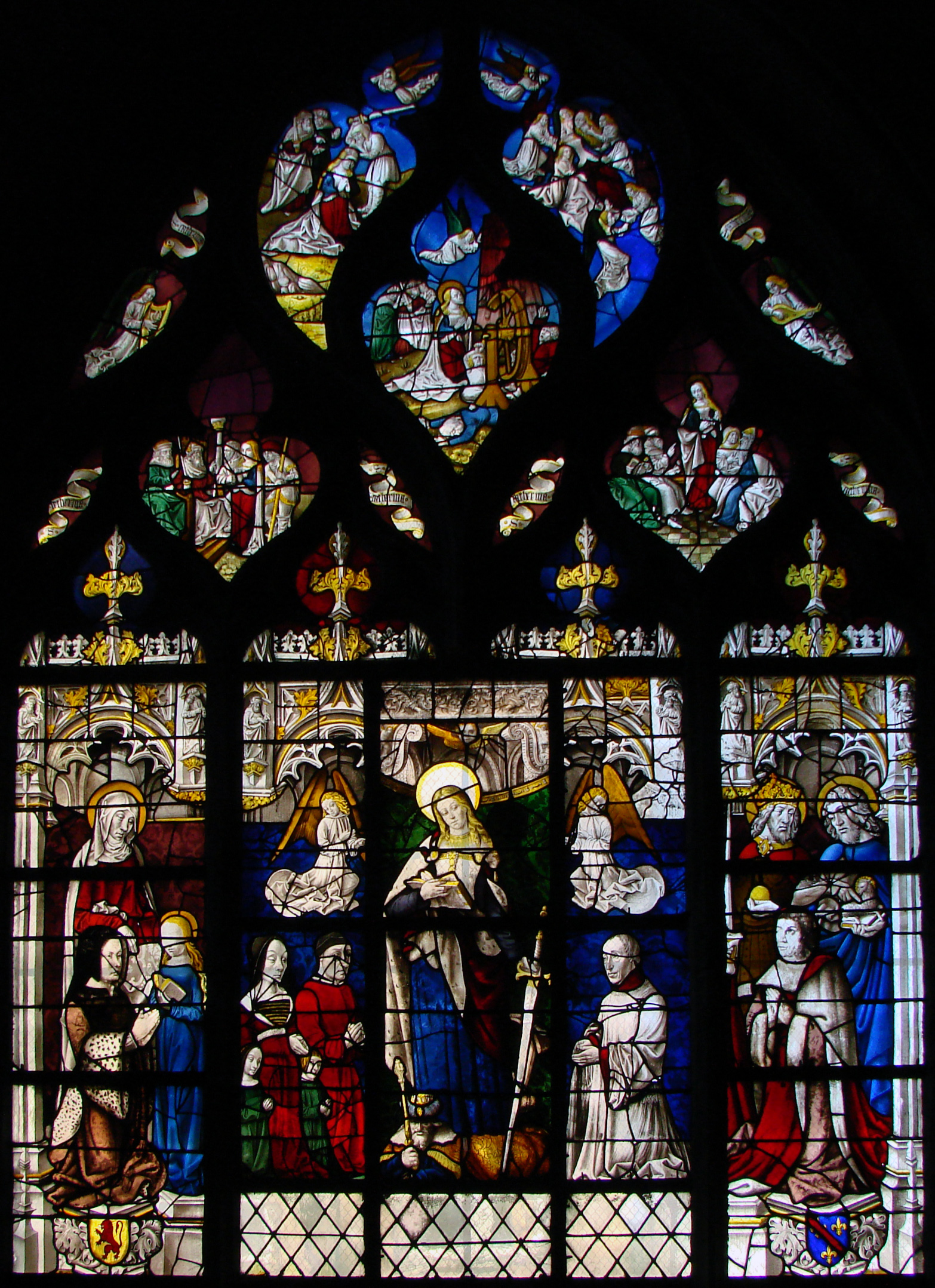
Vista de uno de los vitrales